# Citrate d'argent
Ne doit pas être confondu avec Nitrate d'argent.
Le citrate d'argent est le sel d'argent de l'acide citrique. Il est notamment utilisé comme antiseptique.[réf. souhaitée]